# Natália Falavigna
Natália Falavigna da Silva, född 9 maj 1984 i Maringá, Paraná, är en brasiliansk taekwondoutövare. 
I OS 2004 i Aten placerade hon sig på en fjärde plats i damernas +67 kg-gren den 26 augusti. Hon har vunnit en guldmedalj, en silvermedalj och tre bronsmedaljer. Hon vann bronsmedalj i VM i taekwondo 2001. Sedan vann hon guldmedalj i VM i taekwondo 2005. 2007 vann hon bronsmedalj i VM i taekwondo i Peking och silvermedalj i de Panamerikanska spelen i Rio de Janeiro. 2008 vann hon bronsmedalj i OS i Peking genom att slå ut svenskan Karolina Kedzierska i bronsmatchen, vilket var Brasiliens allra första OS-medalj i taekwondo.